# Alvalade (Santiago do Cacém)
Alvalade es una freguesia portuguesa del concelho de Santiago do Cacém, con 161,12 km² de superficie y 2.315 habitantes (2001). Su densidad de población es de 14,4 hab/km².